# علی شمس‌الدین
علی شمس‌الدین (عربی: علي شمس الدين؛ زادهٔ ۲۰ فوریه ۱۹۵۳) دانشمند در زمینه فیزیک اهل لبنان است.